# Антьє Боетьюс
Антьє Боетьюс (нар. 5 березня 1967) — німецький морський біолог. Вона є професором геомікробіології в Інституті морської мікробіології Макса Планка Бременського університету. У березні 2009 року Боетьюс отримала премію імені Готфріда Вільгельма Лейбніца за дослідження мікроорганізмів морського дна, які впливають на глобальний клімат. Вона також очолює німецький центр полярних досліджень, Інститут Альфреда Вегенера.
Боетьюс стала першою людиною, яка описала анаеробне окислення метану та вважає, що найдавніші форми життя Землі могли існувати на метані за відсутності молекулярного кисню (замість того, щоб відновлювати кисневмісні сполуки, як-от нітрати або сульфати). Вона також припускає, що такі форми життя можуть зменшити швидкість зміни клімату у майбутньому. Вона є одним із лауреатів екологічної премії 2018 року (Німецький фонд навколишнього середовища). Боетьюс також лауреатка премії Ерни Гамбургер 2019 року.

## Кар'єра
Боетьюс здобула ступінь біології у Гамбурзькому університеті у 1992 році. Перш ніж розпочати аспірантуру, вона провела деякий час в Інституті океанографії Скріппса у Південній Каліфорнії, де черпала натхнення в морських мікробіологів, зокрема у Фарука Азама. Перебуваючи у Скріппсі, Боетьюс працювала з відкладеннями, зібраними у зоні розломів Кларіона-Кліппертона, досліджуючи дрібних тварин морського дна (веслоногих раків, нематод), але зрештою вирішила вивчити ще менші організми: мікроби.
Боетьюс працювала над докторською дисертацію з біології за порадою Віктора Сметачека, присвятивши галузі якою хотіла найбільше займатися: мікробіологією глибоководного середовища. Під час роботи над докторським дослідженням вона здійснила 14 глибоководних експедицій через 7 морів. У 1996 році вона здобула ступінь доктора філософії (PhD) у Бременському університеті, опублікувавши дисертацію "Mikrobieller enzymatischer Abbau organischer Substanzen in Tiefseesedimenten" (Мікробна ферментативна деградація органічних речовин у глибоководних відкладеннях).
Боетьюс приєдналася до Інституту морської мікробіології імені Макса Планка та пройшла постдокторантуру та стала асистентом професора у 2001 році й асоційованим професором у 2003 році. Її дослідницькі інтереси зосереджені на морському метановому циклі, екології хемосинтетичних середовищ існування, мікробних процесах раннього діагенезу у глибоководних відкладеннях, впливу тиску та температури на мікробні процеси, мікробному симбіозі, геомікробіології та глобальному вуглецевому циклі. На додаток до своєї посади професора геомікробіології, яку вона обіймає з березня 2009 року, вона також є керівником HGF-MPG Bridge Group з глибоководної екології та технологій і лідером «Групи мікробного середовища проживання», яка досліджує біогеохімію, транспортні та мікробні процеси у бентосних середовищах. Вона отримала посаду директора Інституту Альфреда Вегенера у листопаді 2017 року.
Боетьюс також займається дослідженнями та обговореннями «питань глибоководних екосистем, біорізноманіття та бачення того, як жити з майбутнім океаном». Останні проєкти досліджують взаємозв'язок між підводним розробленням родовищ корисних копалин, екологією та сталістю. Її дослідження підводного розроблення родовищ корисних копалин опубліковане у журналі «Science Advances» у квітні 2020 року. Авторка зауважила, що «наш експеримент справді показує, що такі фізичні процеси не дозволять тваринам і мікробам повернутися, щоб відновити це середовище існування» і, відповідно, посилається на необхідність «перевірити, чи існують способи зробити підводне розроблення певною мірою сталим, наприклад, шляхом створення охоронюваної зони для кожної експлуатованої території».

## Нагороди
- 2019: Премія Ерни Гамбургер[10]
- 2019: Премія Роберта Л. і Бетті П. Коді у галузі наук про океан, Інститут океанографії Скріппса[18]
- 2018: Екологічна премія (Німецький фонд навколишнього середовища)[19]
- 2018: Медаль Вернадського, European Geosciences Union[20]
- 2009: Премія імені Готфріда Вільгельма Лейбніца[21]

## Інші види діяльності
- Бременський університет Якобса, член Ради керуючих (з 2018 року)
- Німецьке науково-дослідницьке співтовариство (DFG), член Сенату
- Наукове товариство імені Лейбніца, член Сенату
- Музей природознавства, Берлін, член Науково-консультативної ради
- Товариство дослідження природи Сенкенберга, член Науково-консультативної ради
- Американський геофізичний союз (AGU), член
- Американське товариство мікробіології (ASM), член

## Особисте життя
Боетьюс виросла у Франкфурті, Німеччина, і в дитинстві часто відпочивала на морському узбережжі. Вона проводила час у Південній Каліфорнії, навчаючись і працюючи в Інституті океанографії Скріппса.
Mission Medico описує її інтереси: «La bonne cuisine, le bon vin, la bonne compagnie, la bonne musique, la mode et la vie citadine» (фр.) «Хороша їжа, хороше вино, хороша компанія, хороша музика, мода та міське життя»).
Її дідусь Едуард Боетьюс працював штурманом на дирижаблі "Гінденбург" і був одним із небагатьох членів екіпажу, які вижили у катастрофі дирижабля.